# Roman Sroczyński
Roman Sroczyński (ur. 4 września 1945 w Bad Fallingbostel) – polski polityk, działacz PZPR, poseł na Sejm III kadencji.

## Życiorys
W 1968 ukończył studia z zakresu filologii rosyjskiej na Wydziale Filologicznym Uniwersytetu Warszawskiego, następnie uzyskał stopień doktora. Od 1965 do rozwiązania należał do Polskiej Zjednoczonej Partii Robotniczej. Był adiunktem w Instytucie Podstawowych Problemów Marksizmu-Leninizmu, a w latach 1976–1990 etatowym pracownikiem Komitetu Centralnego PZPR. W pierwszej połowie lat 90. był zatrudniony w Banku Pekao. W latach 1995–1997 pełnił funkcję prezesa Państwowego Funduszu Rehabilitacji Osób Niepełnosprawnych.
Sprawował mandat posła na Sejm III kadencji wybranego z listy Sojuszu Lewicy Demokratycznej w okręgu sieradzkim. W 2001 nie został ponownie wybrany. W grudniu 2001 objął po raz drugi stanowisko prezesa PFRON, które zajmował do 2006.